# Kawasaki Ki-61 Hien
Kawasaki Ki-61 Hien (zavezniško kodno ime Tony) je bilo japonsko lovsko letalo druge svetovne vojne.

## Začetek proizvodnje
Letalo je bilo izdelano okoli licenčnega motorja Daimler-Benz DB 601 in je bilo na videz precej podobno nemškemu lovcu Messerschmitt Bf109. Na začetku so Američani mislili, da gre za italijansko kopijo tega letala, zato so ga poimenovali Tony. Ta lovec je bil prvo japonsko letalo z vodno hlajenim vrstnim motorjem, zato je bilo lahko prepoznavno v boju.

## Uspehi letala
Letalo se je prvič pojavilo v bojih za Novo Gvinejo, opisana različica (IIb) pa je prvič posegla v boje v letu 1944 in je bila malce spremenjena. Iz nje so kasneje z vgradnjo novega, radialnega motorja naredili drugo letalo Kawasaki Ki-100. Zaradi velikih težav z oskrbo z motorji, kar je bila posledica ameriškega bombardiranja, pa je veliko število Tonyjev ostalo nedokončanih do konca vojne.